# Gelingüllü-Talsperre
Die Gelingüllü-Talsperre (türkisch Gelingüllü Barajı) befindet sich etwa 20 km südöstlich der Provinzhauptstadt Yozgat in der türkischen Provinz Yozgat am Kanak Çayı, dem rechten Quellfluss des Delice Çayı.
Die Gelingüllü-Talsperre wurde in den Jahren 1986–1996 erbaut. 
Die Talsperre dient der Bewässerung einer Fläche von 24.806 ha. 
Sie wird von der staatlichen Wasserbehörde DSİ betrieben.
Das Absperrbauwerk der Talsperre ist ein Erdschüttdamm.
Der Staudamm hat eine Höhe von 44,4 m (über Talsohle) und besitzt ein Volumen von 1,362 Mio. m³. Der Stausee besitzt eine Wasserfläche von 23,2 km² und ein Speichervolumen von 272,35 Mio. m³.
Im Jahr 2012 betrug die jährliche Fischproduktion des Sees 230 Tonnen.